# Плосс, Герман
Ге́рман Ге́нрих Плосс (нем. Hermann Heinrich Ploss; 8 февраля 1819, Лейпциг — 11 декабря 1885, Лейпциг) — немецкий антрополог, этнограф, гинеколог.

## Биография
Герман Генрих Плосс изучал медицину в Лейпцигском университете. После окончания учебы он некоторое время работал в качестве гинеколога. Успех Плосса как практикующего врача позволил ему получить место ординарного профессора в университете родного города. Став профессором, Плосс достаточно быстро добивается славы одного из ведущих мировых специалистов в области гинекологии.

## Научная деятельность
Плосс написал множество культурно-исторических и антропологических работ, посвященных проблеме пола. Его перу принадлежат также фундаментальные труды в области педиатрии и гинекологии. Работа «Женщина в естествознании и этнографии», изданная в 1885 году, считается самым известным сочинением немецкого врача. Кратко характеризуя содержание своего основного антропологического труда, в предисловии к первому изданию Плосс писал:
«Смотря на телесный и духовный мир женщины глазами антрополога и врача, я должен был прежде всего заняться психологическими, этическими и эстетическими чертами „прекрасной половины“ человеческого рода, обратив особенное внимание на соответственные воззрения в этом отношении современных исследователей. Затем я исследовал физиологические функции женщин, поскольку они выясняются из многочисленных данных народоведения, позволяющих путём сравнительного изучения различных народностей прийти к ценным выводам относительно различий в организации и деятельности женского организма. При этом я не мог не отметить отношений к половой жизни женщины, установившихся у различных народов под влиянием тех или других обычаев и попытался, где это было возможно было, объяснить происхождение этих последних.

Таким образом, я начертал жизнь женщины преимущественно в соответствии с требованиями и данными этнологии».
Книга «Женщина в естествознании и этнографии» выдержала 11 изданий в Германии, будучи дополнена сперва Максом Бартельсом к переизданию 1887 года, затем его сыном Паулем Бартельсом к переизданию 1908 года и наконец Фердинандом фон Райценштайном к переизданию 1927 года; расширенное британское издание 1935 года, в трёх томах, подготовил Эрик Дингуолл. Русское издание «Женщина в естествоведении и народоведении» под редакцией А. Г. Фейнберга было выпущено в 1898—1900 гг. и в предреволюционные годы несколько раз переиздавалось, а в 1995 году было перевыпущено в 3-х томах под названием «Женщина. Антропологическое исследование».

## Основные труды
- Medizinisch-chirurgische Encyklopädie (1854—63).
- Ueber die das Geschlechtsverbältniss der Kinder bedingenden Ursachen" (1869).
- Ueber die Lage und Stellung der Frau während der Geburt bei verschiedenen Völkern, Leipzig (1872)
- Das Kind in Brauch und Sitte der Völker. 2 Bde, Auerbach, Stuttgart (1876).
- Das kleine Kind vom Tragbett bis zum ersten Schritt, Leipzig (1881).
- Zur Geschichte, Verbratung und Methode der Fruchtabtreibung (1883).
- Geschichtliches und Ethnologisches über Knabenbeschneidung (1885).
- Das Weib in der Natur- und Völkerkunde. 2 Bde, Grieben, Leipzig (1885).